# イソ・イセッタ

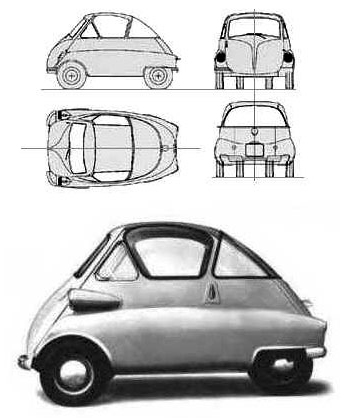
上記画像は初期のBMWイセッタ

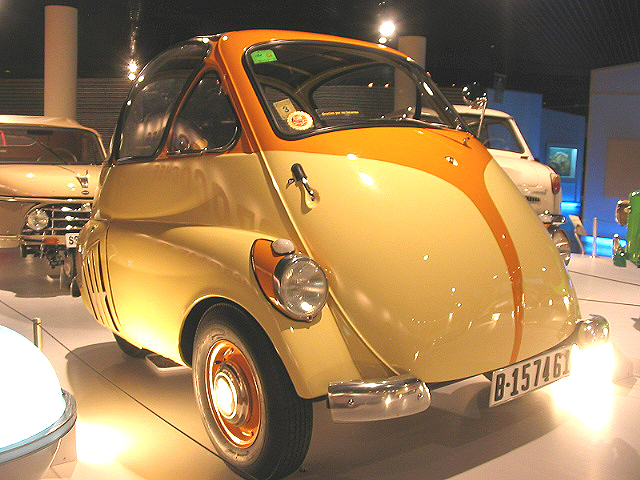
上記画像は初期のBMWイセッタ

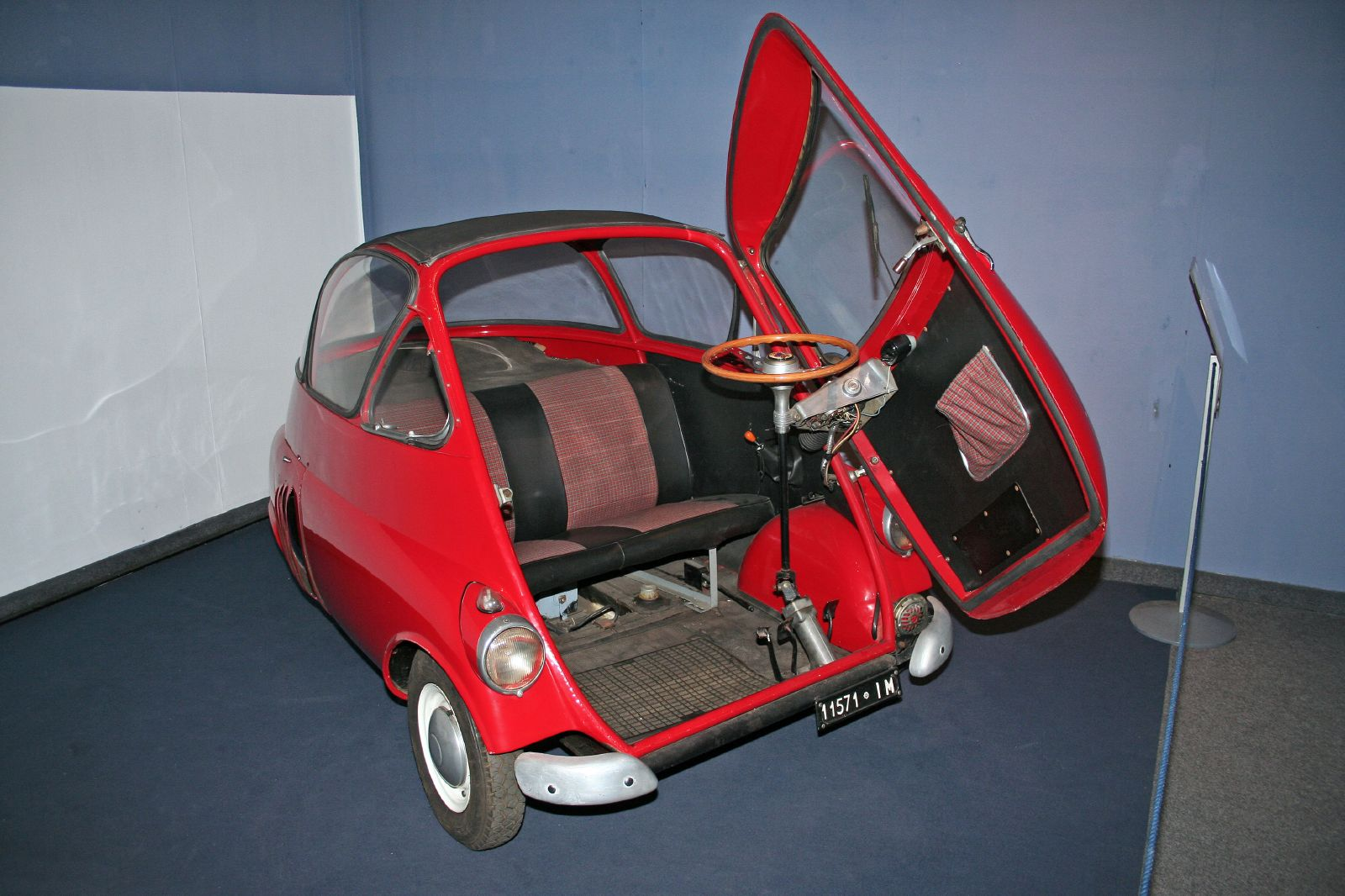
乗降用ドアを開放したイソ・イセッタ

イソ・イセッタは1953年から1955年まで、イタリアの自動車メーカー・イソが生産したミニカー (車両)である。イソ社のライセンスによりスペイン、ベルギー、フランス(ヴェラム・イセッタ)、ブラジル(ローミ・イセッタ)、ドイツ(BMW・イセッタ)そしてイギリス(Isetta of Great Britain)でも生産された。イセッタの影響を受けたミニカーも各種誕生し、それらの車は、卵型の車体と曲面ガラスという外観上共通の特徴から「バブルカー」というニックネームで総称された。「イセッタ」という車名は「小さなイソ」という意味である。

## 概要
イソ社は冷蔵庫、スクーター、三輪トラックの生産で知られたが、オーナーのレンツォ・リヴォルタは四輪自動車生産への進出を決意、エルメネジルド・プレーティとピエルルイジ・ラッジの両エンジニアに独創的なデザインのミニカーを設計させた。2人はスクーターを2台持ってきて並べ、その中間に冷蔵庫を置いてこれを削ってイセッタの形を創造したと伝えられている。
1953年11月のトリノ・ショーで発表されたイセッタは、過去のいかなる自動車にも似ていない、しかも愛嬌のあるスタイルでセンセーションを巻き起こした。全長2.3m・全幅1.4mという極度に小さな車体、まるで冷蔵庫の扉のように車体前部がドアとしてぱっくり開く構造、車体前部のドアと一緒に外側に開くステアリングホイールと計器盤など、その設計は独創の塊であった。
車体前面から乗り込む室内にはベンチシートが設置され、大人二人と小さな子供一人が、まずまず快適に乗車することが可能であった。シート背後に荷物とスペアタイヤのスペースがあり、ヒーターはオプション、換気通風は屋根のキャンバストップによった。
エンジンは後車軸前に置かれ、236cc、単気筒2サイクルダブルピストン（シリンダーとピストンは2つで燃焼室が一体、という形式）最高出力は9.5馬力で、ギアボックスは前進4段後退1段、ギアボックスと2つの10インチ後輪タイヤはチェーンで結ばれて駆動された。フロントサスペンションは変形デュボネ式の独立懸架であった。最高速度は85km/h（4500rpm）、燃料タンク容量は13リッター（内3リッターはリザーブ）であったが、低燃費を利して、運転パターンにもよるが約175～245kmの航続距離を確保していた。
車体バリエーションには、リアトレッドが僅か480 mmしかなく、ディファレンシャル・ギア（デフ）が省略された乗用車の「トゥーリスモ（Turismo）」と、通常の後車軸とデフを持つ商用車の「アウトカーロ（Autocarro）」があった。アウトカーロの荷台にはピックアップトラック、パネルバン、ダンプトラックから消防車まで、様々なバリエーションがあり、5 - 600 kgもの最大積載量を有していた。
レンツォ・リヴォルタ自身も、自らの名前を冠したスポーツカー、イソ・リヴォルタ開発への集中を望むようになり、彼はイセッタの生産販売よりも、その製造権を外国企業に供与することに興味を抱くようになった。スペイン・ベルギーの工場でイセッタが組み立てられた他、ドイツのBMWにはライセンスのみならず生産設備も供与、フランス、ブラジルにも同様の技術供与を行った。特にBMWは自社製モーターサイクルの4サイクルエンジンに換装、1963年まで生産を継続し 161,728台を製造した。このため、今日では「イセッタ」即ち「BMW・イセッタ」と誤解されることも多い。

## レース参戦
1954年のミッレミリア には数台のイセッタが参戦、平均速度80km/h以上で走破した3台がエコノミーカークラスの上位を独占、フィアット・トポリーノの牙城を破った。しかし、イタリア国内においてはフィアット・トポリーノが長年の実績を武器に500ccクラスに君臨しており、イソ・イセッタは商業的には期待したほどの成績を挙げ得なかった。

## 生産台数
イソ自身の1955年までのイタリア国内における生産台数は1000台程度に過ぎず、その後はスペインで生産して1958年まで販売を継続した。アウトカーロは4000台ほどが生産されたと見られている。